# Американска нацистка партия
Американската нацистка партия (на английски: American Nazi Party) е неонацистка политическа партия, основана на 8 март 1959 г. от Джордж Линкълн Рокуел. Щабът на организацията е в Арлингтън в щата Вирджиния, където партията преди е притежавала книжарница и посетителски център.

## История
Идейно, организацията се основава върху идеалите и политиката на Адолф Хитлер и неговата Националсоциалистическа германска работническа партия в Германия по време на мандата му. През 1967 г. Рокуел е убит от бивш партиен член (изгонен заради обвинения в прокарване на марксистки идеи). Няколко месеца преди убийството на Рокуел, партията се преименува на Националсоциалистическа партия на белите хора. Официален наследник на Рокуел става Мат Коел.
Партията публикува сборници с комикси, изобразяващи как белите хора се бият и защитават белите деца от насилието на негрите. Тази пропаганда се ползва с частичен успех сред бялото население, тъй като по това време обществото посреща с негодувание политиката на правителството за десегрегация чрез така наречения „busing“ – превозване до училище на бели и черни деца в един автобус.